# Півмісяць

Приклад малюнка півмісяця — з великого кола вирізана частина, пересічна з малим.

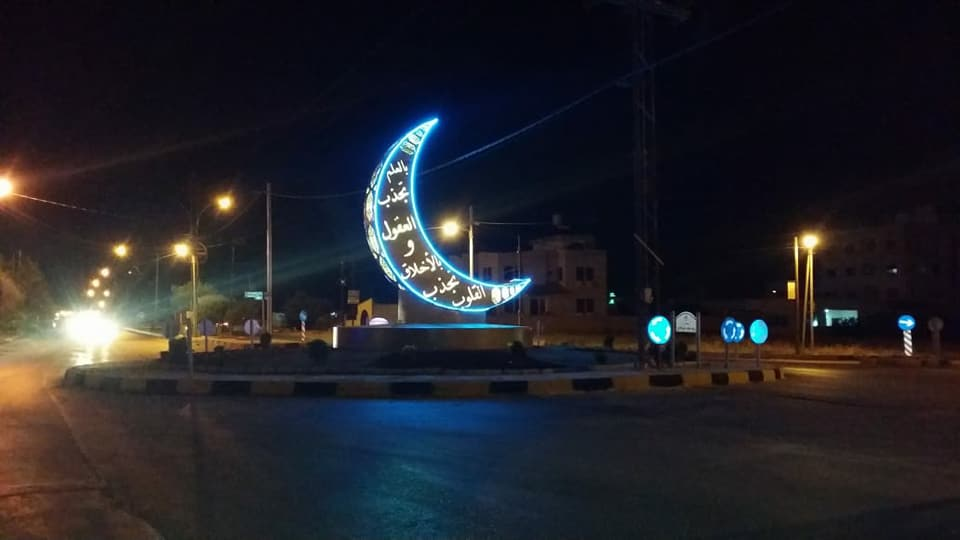
Статуя Півмісяця на честь Рамадана, Йорданія.

Півмісяць, місячний серп — форма, утворена двома дугами кіл або овалів, звернених опуклостями в одну сторону і мають дві точки перетину (кінці півмісяця, кінчики його «рогів»).
По-іншому, це частина кола, що залишилася після вирізання з нього області перетину з колом меншого діаметра, за умови, що обмежують їх кола перетинаються в двох точках. Центр більшого кола при цьому також виявляється вирізаний.

## В астрономії

Астрономічно коректна форма фази Місяця, званої «півмісяць». Синя частина малюнка.

Півмісяць, серп в астрономії описує фігуру, утворену освітленим несамосвітним сферичним (а іноді і тілом іншої форми) тілом і спостережувану як «частину диска». Математично, маючи на увазі, що лінія термінатора проходить по великому колу сфери, виходить фігура, утворена півколом і напівеліпсом, велика вісь якого збігається з діаметром півкола.
З усіх небесних тіл найбільш відомий серп Місяця, деякі люди неозброєним оком бачать у відповідному положенні серп Венери.
Напрям «рогів» («вершин», кутів, утворених дугами) традиційно пов'язується з двома різними станами:
- Місяць «росте» («повніє», «молодий місяць», «молодик»). Опуклість серпа спрямована вправо в Північній півкулі Землі, роги — вліво.
- Місяць «старіє» («худне», «старий місяць»). Опуклість серпа спрямована вліво в Північній півкулі Землі, роги — вправо.

При спостереженні з Південної півкулі Землі напрямки змінюються на протилежні.
Існує просте мнемонічне правило для визначення фази місяця: «Якщо місяць у вигляді букви С, значить місяць „старіє“, а якщо у вигляді дужки від букви Р — „росте“».

## Геральдика та міфологія
- Півмісяць як геральдичний символ простежується в стародавніх віруваннях слов'янських народів.

Герб Леліва. польський дворянський герб із символом півмісяця

- В англійській і канадській геральдиці півмісяць означає молодшу лінію, другого сина.
- Розташований на гербі Тернополя.

## Астрологіяі алхімія
Крім того, що півмісяць представляє Місяць, в астрології він має значення срібла як металу, пов'язаного з Місяцем алхімічно.

## Політична та релігійна символіка

Півмісяць у складі нео-паганістського символу

Прапор Азербайджану, прийнятий в 1918 році

Прапор Туреччини, прийнятий в 1936 році

### Іслам
Півмісяць із зіркою — служить символом і прапором османської імперії та ісламу.

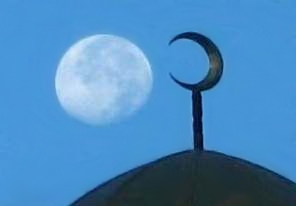
Місяць і півмісяць з мечеті. Нахічевань, Азербайджан

Незважаючи на те, що даний символ зараз однозначно пов'язаний з ісламом, задовго до того він використовувався жителями Малої Азії до виникнення ісламу. За результатами археологічних досліджень, півмісяць із зіркою зустрічається на монетах Тюркського каганату 1500-річної давності.
Варто також відзначити, ні Мухаммед, а ні інші ранні ісламські правителі не використовували півмісяць як релігійний символ. У битвах часів раннього ісламу як знамена використовувалися прикріплені до жердини однотонні шматки матерії.

### Імперія Сасанідів
Півмісяць був символом імперії Сасанідів на території Персії (Ірану) і зображувався на коронах її правителів як центральний елемент.
Після арабського завоювання в 651 році півмісяць був запозичений подальшими халіфатами і мусульманськими правителями, і поступово став сприйматися як символ влади в Західній Азії. Османська імперія також успадкувала його.

### Міжнародний комітет Червоного Хреста
Червоний півмісяць — одна з емблем Міжнародного комітету Червоного Хреста, прийнята під час російсько-турецької війни 1877–1878 років в Османській імперії, оскільки червоний хрест викликав негативні асоціації з хрестоносцями.

### Індуїзм
Символ зростаючого Місяця також асоціюється з іконографією індуїзму. Його носить Шива у своїй зачісці. Півмісяць — посудину з сомою, нектаром безсмертя. Символізує контроль над розумом.
Є частиною символу Сойомбо, який зображено на державних символах Монголії.

### Півмісяць в православній символіці
Хрести на куполах православних храмів мають свою, особливу форму, яка помітно відрізняється від більш звичних чотирьох-і восьмикутних. Півмісяць (цята), розташований в нижній частині хреста, не має ніякого стосунку ні до мусульманської релігії, ні до перемоги над мусульманами (хоча ця версія і зустрічається в літературі).
У Візантії тих часів цату пов'язували з царською владою. Можливо, звідси випливає поява її як символу великокнязівської гідності на портреті київського князя Ярослава Ізяславича в «царственному літописі» XVI століття.
В іконографії цата бере участь як елемент святительского облачення Святителя Миколи Чудотворця, а також зустрічається на інших іконах: Святої Трійці, Спасителя, Пресвятої Богородиці. З цього можна зробити висновок, що цата на хресті пов'язана з Ісусом Христом в його ролі Царя і Первосвященика. Хрест же на куполі храму нагадує про приналежність його Царю над царями та Господу.
Згадуються і інші значення півмісяця: так, наприклад, говорячи про Вифлеємську колиску, яка прийняла немовлям Христа; розглядають півмісяць як форму євхаристійної чаші і хрещальної купелі; яку ще називають кораблем церковним.

## Інше
- Назва міста Хіло на Гаваях означає півмісяць.
- Логотипи DreamWorks і DreamWorks Animation використовують півмісяць як основний елемент.
- Новий Орлеан має прізвисько Місто-Півмісяць, а півмісяць, або півмісяць із зіркою, використовуються як офіційна емблема міста.
- Розташований на прапорі американського штату Південна Кароліна.